# Соборная мечеть (Магнитогорск)
Соборная Мечеть — соборная мечеть в Магнитогорске, начало строительства 27 ноября 1991 года.

## Архитектура
Прообразом мечети является Масджи́д Кубба́т ас-Сахра (Купол Скалы) в окрестностях Иерусалима.
Композиционно-планировочной осью все три объёма ориентированы в сторону киблы, то есть Каабе — черному камню в Запретной Мечети (Мекке), центру ислама. Мечеть обращена главным входом к ул. Грязнова, с поворотом на 20° относительно оси север-юг. Два этажа здания объединены арочным порталом. Интерьеры скромные, применены геометрические и растительные орнаменты в оформлении михраба. В гостинично-бытовом корпусе размещены ритуальные узлы омовения, медресе, библиотека, канцелярия, квартиры Имама, сторожа и гостиничные комнаты. Весь комплекс приподнят на 3 м относительно существующего рельефа. Архитектор — Н. Г. Саяхов.

## Наши дни
Мечеть с двумя залами для женщин и мужчин. Достроена в 2004 г. Адрес: ул. Грязнова, 46 (455044, угол с ул. Марджани).